# Bertran de Le Mans
Bertran de Le Mans   (Autun, 540 - Le Mans, 30 de juny de 623 (Gregorià)) fou un bisbe de Le Mans. És venerat com a sant per diverses confessions cristianes, Bertichramnus o Berticrannus.

## Biografia
D'origen gal·loromà i aquitània per la seva mare, Bertegunde, franc i neustrià pel seu pare, aquest ric aristòcrata pertany a una família molt lligada a l'Església merovingia. És nebot del bisbe de Bordeus, Bertrand, germà del d'Évreux, Ermenulf, germanastre del de Rennes, Chaimoald, i està emparentat amb molts altres bisbes (Auxerre, Orléans, Bourges).
Fou educat i ordenat sacerdot a París per Germà de París. Treballà a l'escola catedralícia de París i fou ardiaca de la ciutat. Fou bisbe de Le Mans (Nèustria) en 587, on fundà un monestir, un hospital i una església. Fou conegut també per la seva habilitat en el conreu del raïm. Arran d'una disputa amb el rei Clotari II va ser forçat dues vegades a l'exili pels partidaris de Brunehaut (592-596 i 600-605) per la seva lleialtat a Clotaire II durant la guerra civil. Però aquesta fidelitat es veu recompensada en gran part per importants donacions de terres, com la vil·la de Bonnelles (Yvelines) o la de Pomponne (Seine-et-Marne).Morí el 30 de juny de 623 de mort natural.
En el moment de la seva mort, el seu testament enumerava una propietat privada de més de 3.000 quilòmetres quadrats de terra. Al final del seu temps com a bisbe hi havia 18 esglésies a Le Mans.

## Veneració a Barcelona
A Barcelona hi havia l'ermita de Sant Bertran a la muntanya de Montjuïc vora la Font del Gat, on hi ha avui el Palau Nacional, i va ésser destruïda en 1814. L'ermita va donar nom a les Hortes de Sant Bertran, paratge del Morrot. A la ciutat es creà la tradició que Sant Bertran era fill de Barcelona. Potser per la proximitat al port, era venerat com a advocat contra les tempestes, especialment per la gent de mar, i se'l representava com a bisbe amb un vaixell petit a la mà.